# National Hurricane Center

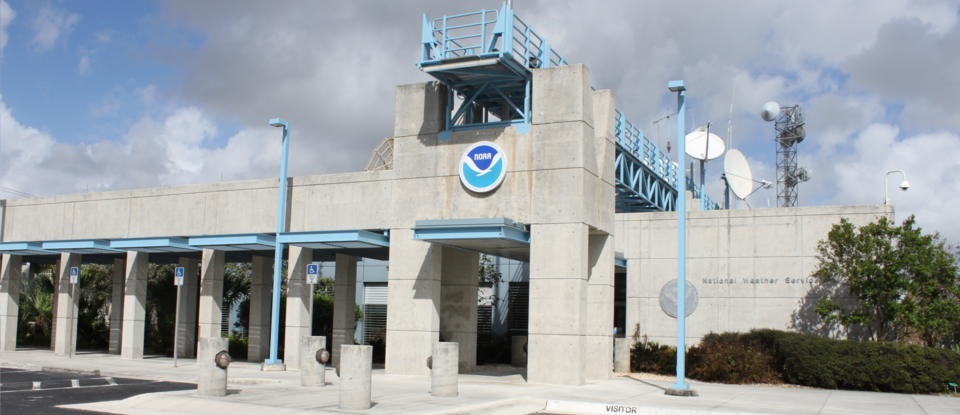
National Hurricane Center

Logo van het National Hurricane Center.

Het National Hurricane Center (Nederlands: Amerikaans Nationaal Orkaancentrum) te Miami is een onderdeel van het Amerikaanse Tropical Prediction Center, dat op zijn beurt ressorteert onder de National Weather Service. 
Het National Hurricane Center legt zich toe op het analyseren van, voorspellen van en waarschuwen voor tropische cyclonen in het bassin van de Atlantische Oceaan en het oostelijk deel van de noordelijke Grote Oceaan (oostelijk van de lengtegraad 140° westerlengte). Het National Hurricane Center geeft dan ook tropische-stormwaarschuwingen,  -observaties, orkaanwaarschuwingen en orkaanobservaties uit, als daartoe aanleiding is.

## Geschiedenis
In 1898 verordonneerde president William McKinley het Amerikaanse Weather Bureau, het huidige National Weather Service tot het opzetten van een waarschuwingsdienst voor orkanen. Dit netwerk werd later gecentraliseerd en ondergebracht bij de afdeling van het Weather Bureau in Miami. In 1967 werd het National Hurricane Center opgericht, dat zich destijds alleen op het Atlantisch bassin toelegde. In 1984 werd het National Hurricane Center zelfstandig van het Weather Bureau en in 1988 kreeg het ook de verantwoordelijkheid voor het oostelijk deel van de Grote Oceaan. De Wereld Meteorologische Organisatie heeft het National Hurricane Center benoemd tot regionaal gespecialiseerd meteorologisch centrum en daarmee tot zenuwcentrum voor alle tropische cyclonen in de Atlantische en de oostelijke Grote Oceaan. Daarmee vaardigt het waarschuwingen uit voor de bovengenoemde bassins, onafhankelijk of de betreffende tropische cyclonen een bedreiging vormen voor de Verenigde Staten of andere landen. In 1992 werd het National Hurricane Center zelf slachtoffer van een tropische cycloon, toen orkaan Andrew Miami trof en een weerradar van het gebouw stuk blies. Een van de gewezen directeuren (1967-1973) van het centrum is dr. Robert (Bob) Simpson, die samen met Herbert Saffir de Schaal van Saffir en Simpson construeerde. De huidige voorzitter is Britt Max Mayfield.

## Werkzame gespecialiseerde meteorologen
Gedurende het seizoen staan specialisten continu paraat in diensten van 8 uur. De dienstdoende meteoroloog ondertekent alle uitgaande waarschuwingen, beschouwingen en observaties. Buiten het seizoen werken zij aan onderwijs en voorlichting.

### Leidende orkaanspecialisten
- Dr. Lixion Avila, specialist sinds 1987
- Dr. Jack Beven, specialist sinds 1999
- Dr. James Franklin, specialist sinds 1999
- Dr. Richard Knabb, specialist sinds 2005
- Dr. Richard Pasch, specialist sinds 1989
- Stacy Stewart, specialist sinds 1999 en meteoroloog, die voor de coördinatie van waarschuwingen verantwoordelijk is

### Andere orkaanspecialisten
- Eric Blake, specialist sinds 2006
- Dan Brown, specialist sinds 2006
- Michelle Mainelli, specialist sinds 2006
- Jamie Rhome, specialist sinds 2006
- Chris Landsea, Science and Operations Officer (SOO) sinds 2005